# Frederic de Hoffmann
Frederic de Hoffmann (* 8. Juli 1924 in Wien; † 4. Oktober 1989 in La Jolla) war ein US-amerikanischer Physiker.

## Leben
Hoffmann war der Sohn von Otto Hoffmann de Vagujhely und Marianne Halphen. Er wuchs in Prag auf, wo er das deutschsprachige Gymnasium besuchte, als tschechischer Patriot aber von den Nationalsozialisten verfolgt wurde. 1941 ging er in die USA (ab 1946 war er US-Staatsbürger). Er studierte Physik an der Harvard University, als er 1944 für das Manhattan Project angeworben wurde und darin bis 1946 arbeitete. 1945 machte er seinen Bachelor-Abschluss an der Harvard University, wo er 1948 promoviert wurde. Danach war er wieder in Los Alamos, wo er unter Edward Teller an der Wasserstoffbombe arbeitete, überwiegend als Theoretiker (er überprüfte zum Beispiel rechnerisch das Teller-Ulam-Design), aber auch als „rechte Hand“ von Teller.
1955 ging er zu General Dynamics, die er zur Gründung von General Atomics überredete, die dann unter de Hoffmann als erstem Präsidenten einen zivilen Kernreaktor entwickelten. Nach der Übernahme durch Gulf Oil war er dort 1967 bis 1969 Manager.
1970 ging er als Präsident an das Salk Institute, das er zu einem der führenden unabhängigen Zentren für biologische Forschung in den USA machte. Unter seiner Präsidentschaft wuchs das Budget von 4,5 auf 33 Millionen Dollar jährlich und die Zahl der Mitarbeiter wurde mehr als verdoppelt von 200 auf 500.
Er starb an den Folgen einer AIDS-Erkrankung, die er sich durch eine verseuchte Bluttransfusion bei einer Herzoperation 1984 zuzog, kurz bevor Tests der Blutkonserven auf Aids eingeführt wurden.

## Auszeichnungen
- 1977: Großes Goldenes Ehrenzeichen für Verdienste um die Republik Österreich[1]